# Pont-Canavese
Pont-Canavese (piemontesisch Pont, frankoprovenzalisch Punt) ist eine Gemeinde in der italienischen Metropolitanstadt Turin (TO), Region Piemont.

## Lage und Einwohner
Pont-Canavese liegt rund 50 km nördlich von Turin am Zusammenfluss der Soana in den Orco. Pont-Canavese ist ein Teil der Bergkommune Comunità Montana Valli Orco e Soana. Das Gemeindegebiet umfasst eine Fläche von 19 km² und hat 2989 Einwohner (Stand 31. Dezember 2023). Pont-Canavese ist der Endpunkt der Ferrovia Canavesana. Bis Settimo Torinese sind es 38 km. 
Die Nachbargemeinden sind Ronco Canavese, Ingria, Frassinetto, Sparone, Chiesanuova, Cuorgnè und Alpette. 

## Geschichte
Die geographische Lage von Pont, die den Talausläufern des oberen Canavese entspricht, machte die Kontrolle über den Ort seit der Antike sehr begehrt. 
Der Ferranda-Turm, der sich auf dem Felsvorsprung hinter der Kirche San Costanzo erhebt und einen guten Überblick in die Täler erlaubt weist Spuren von Zinnen auf. Heute ist im Turm ein Museum.

## Bildgalerie

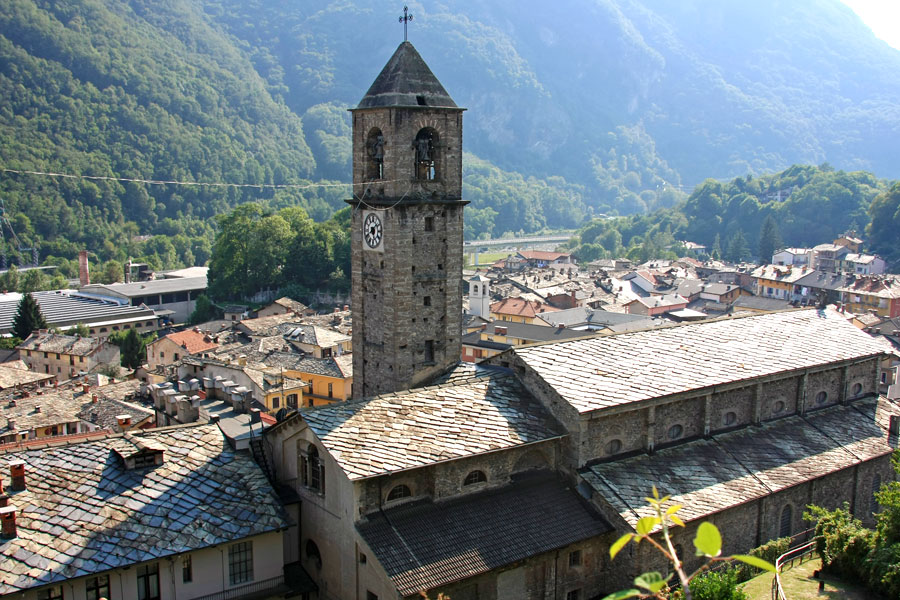
Dorfansicht
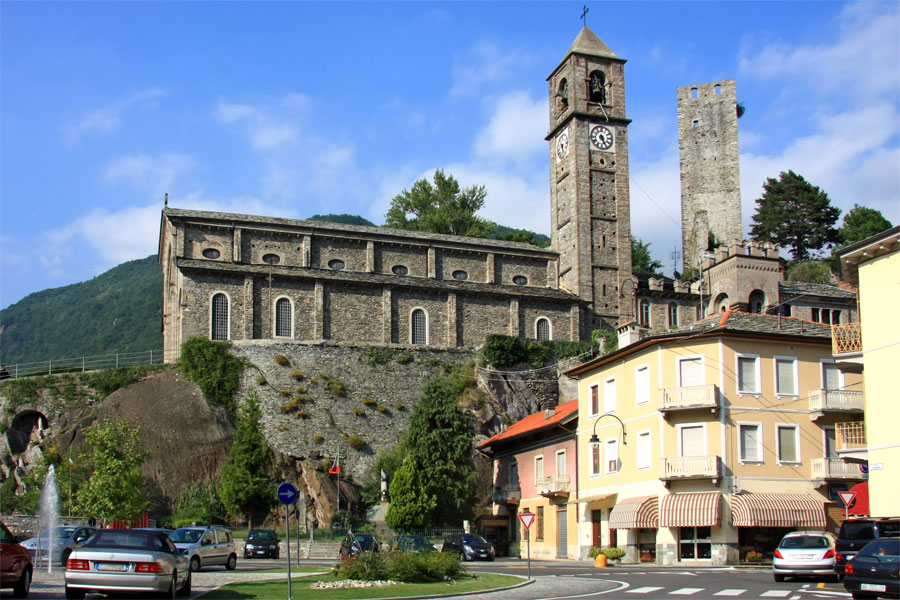
Pfarrkirche San Costanzo
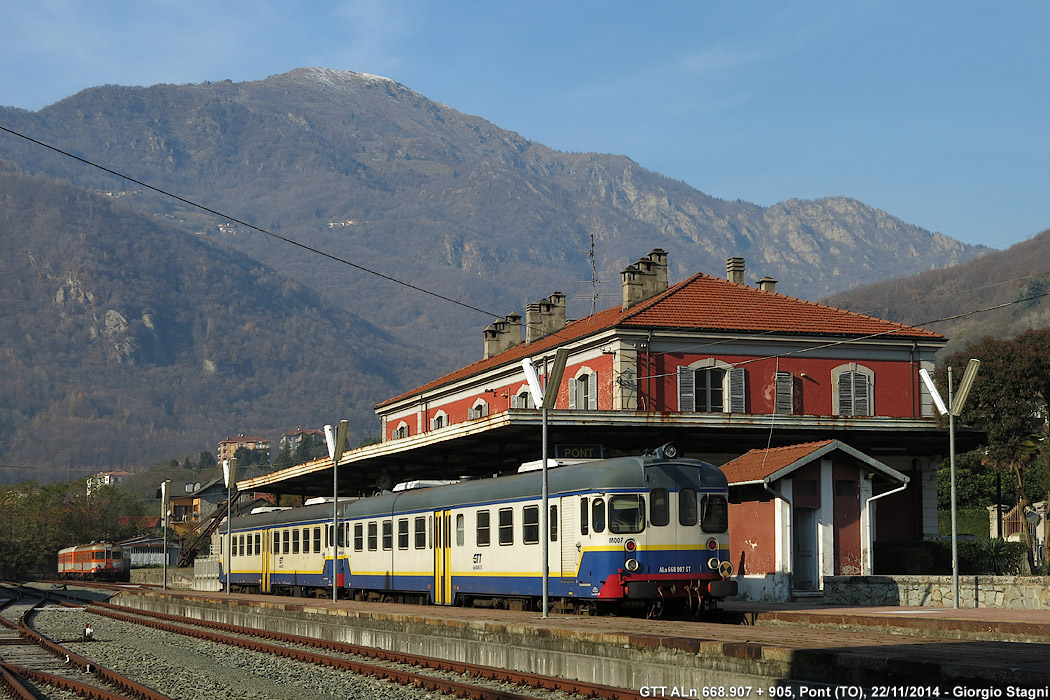
Bahnhof
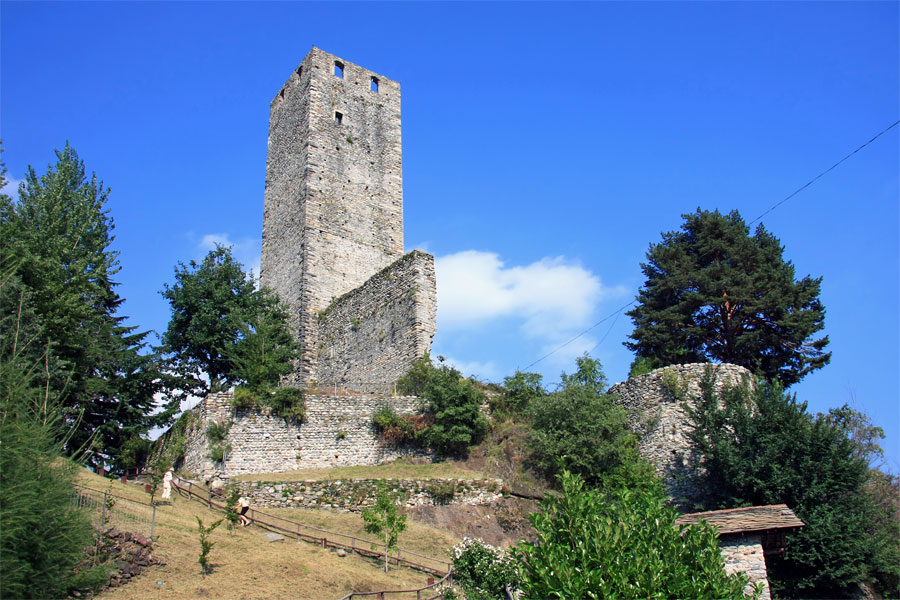
Torre Ferranda
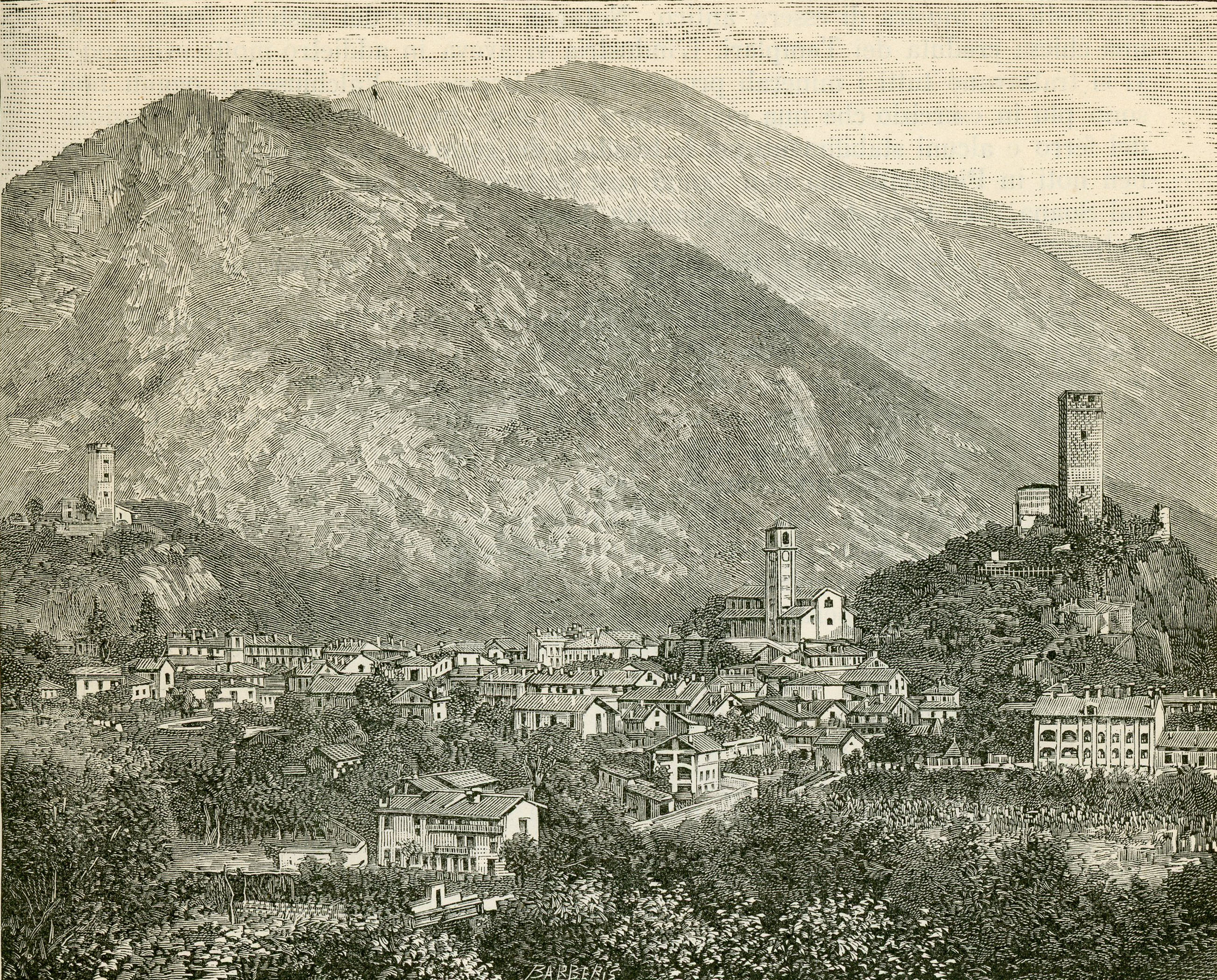
Ansicht von 1890